# Volkswagen Typ 166 Schwimmwagen

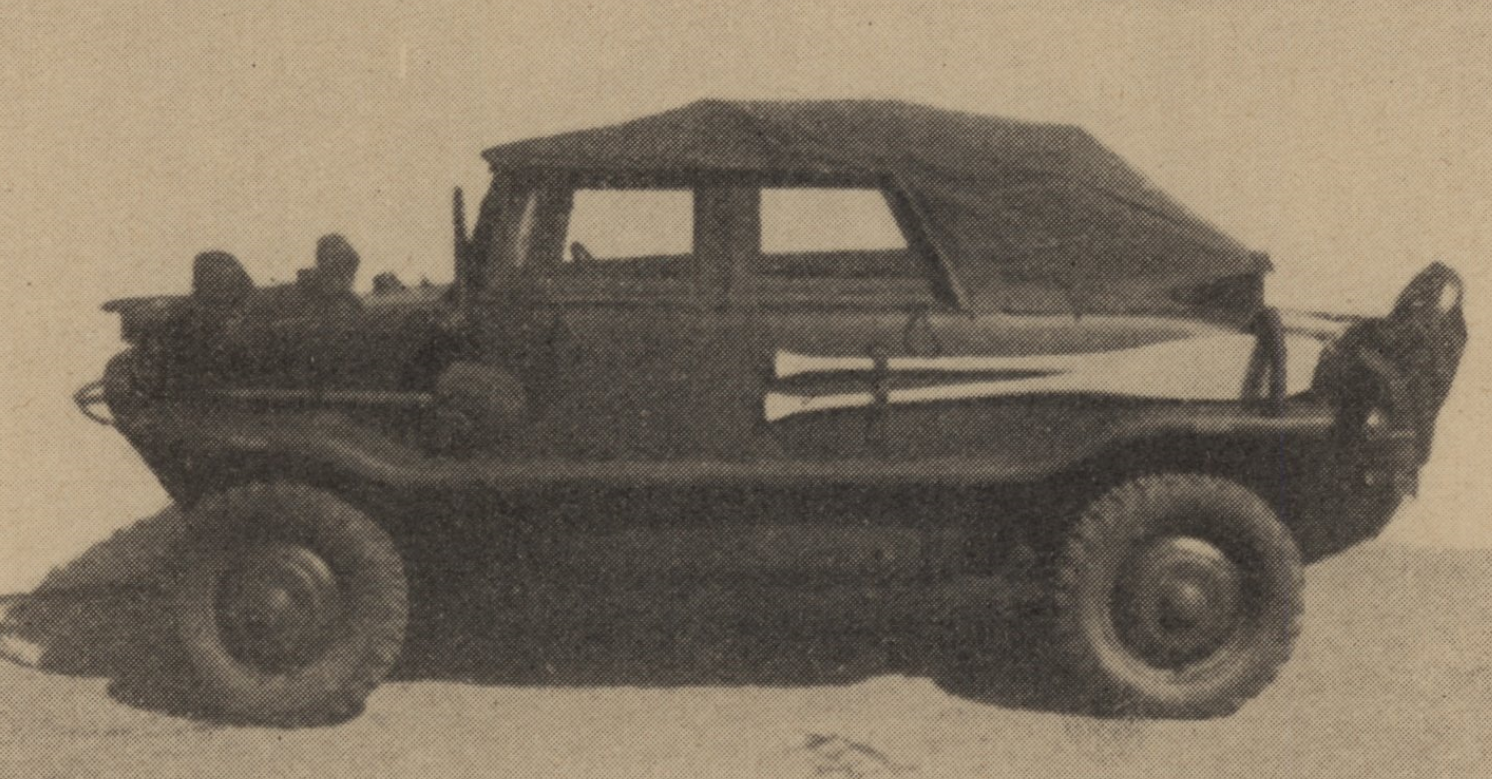
VW Typ 128 mit geschlossenem Verdeck

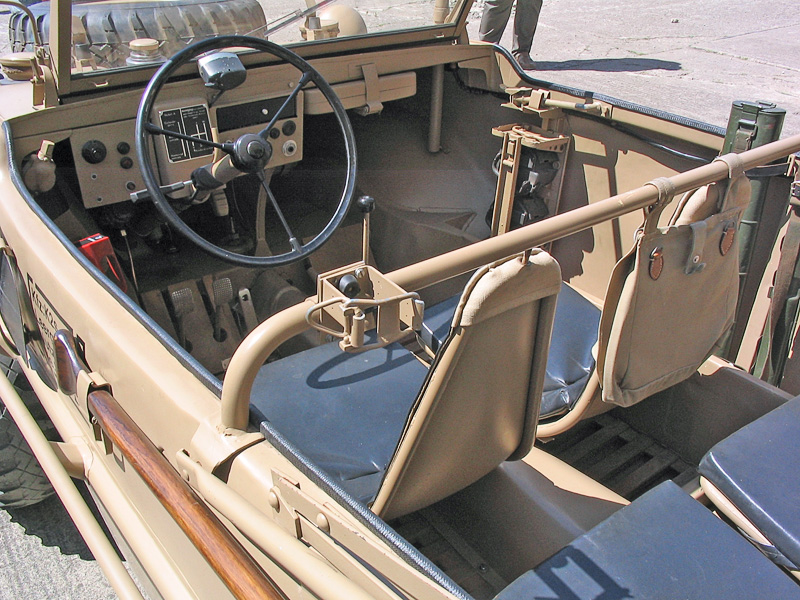
Innenraum

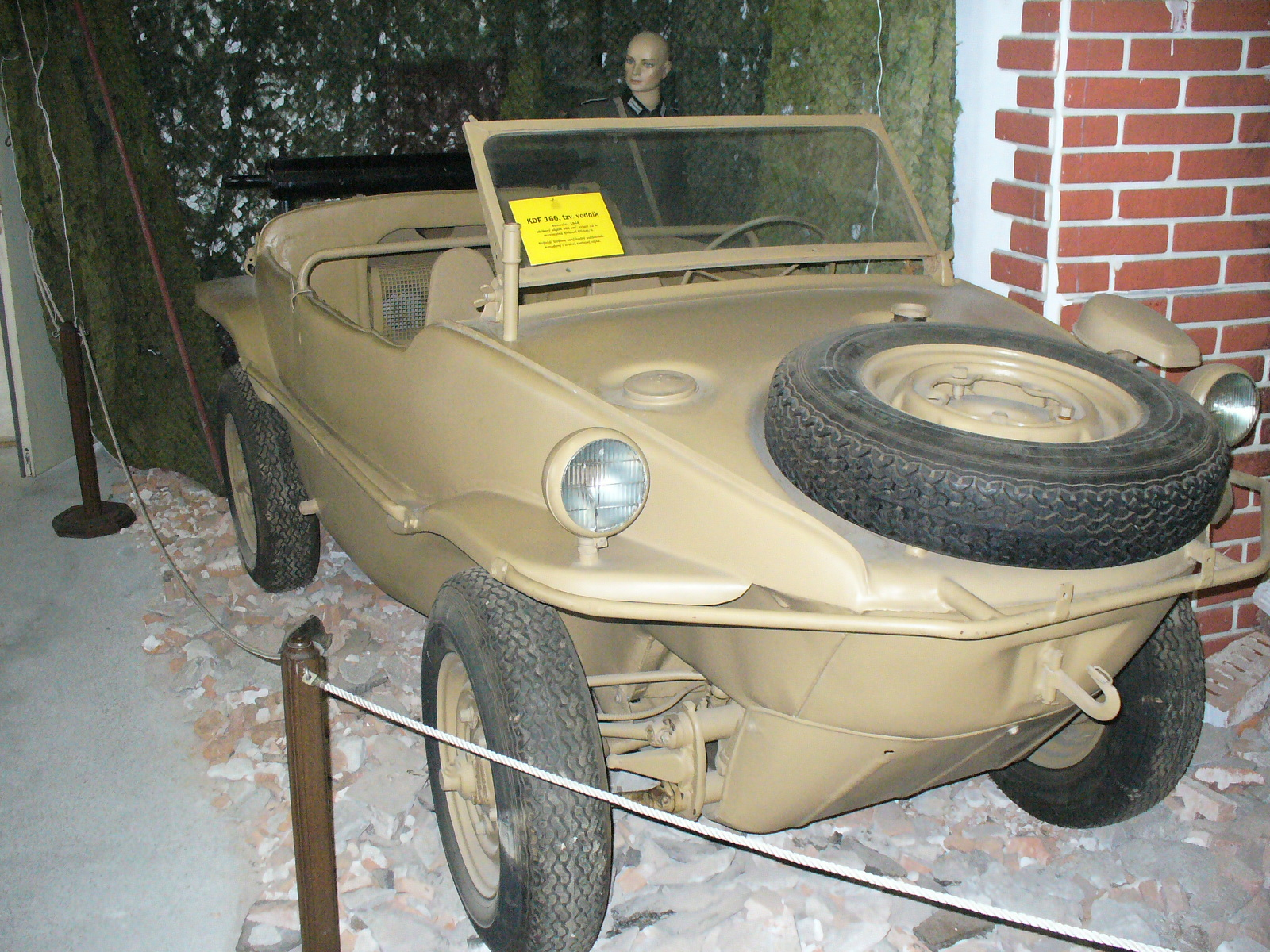
Typ 166 im Museum in Bratislava

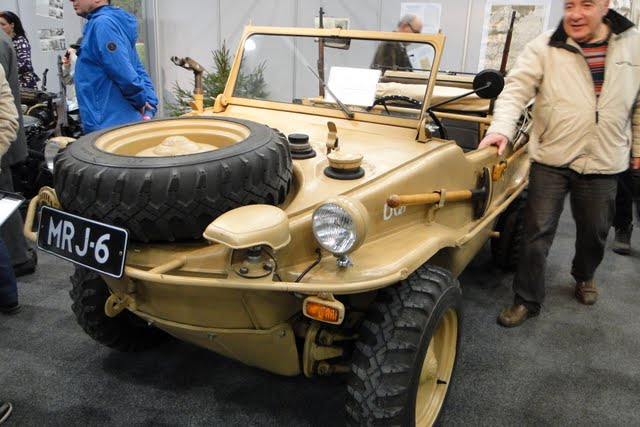
Schwimmwagen, Motorausstellung Lahti

Der Volkswagen Typ 166 Schwimmwagen (auch Kfz. 1/20) ist ein schwimmfähiger Geländewagen mit Allradantrieb. Er wurde auf der Grundlage des KdF-Wagens („VW Käfer“) und des heckgetriebenen offenen VW Typ 82 Kübelwagen für die Wehrmacht und Waffen-SS entwickelt. Von Herbst 1942 bis Sommer 1944 wurden im Volkswagenwerk bei Fallersleben über 14.000 Stück hergestellt. Umgangssprachlich wird der Typ 166 auch als VW Schwimmer oder allgemein als Schwimmwagen bezeichnet.

## Entwicklung vom Volksauto zum Kübelwagen
Bei seiner Eröffnungsrede der 24. Internationalen Automobil- und Motorrad-Ausstellung (IAMA) Anfang März 1934 in Berlin forderte Adolf Hitler die deutsche Automobilindustrie auf, ein „Volksauto“ zu bauen. Seine Vorstellungen über das Volksauto der Zukunft legte er später genau fest. Es sollte nicht mehr als 7 Liter Benzin pro 100 km verbrauchen, eine Dauergeschwindigkeit von 100 km/h entwickeln können, genug Platz für eine vierköpfige Familie besitzen und nicht mehr als 1000 RM kosten. Schon zu diesem frühen Zeitpunkt (April 1934) der Entwicklung wurden von Seiten von Reichswehr, ab 1935 Wehrmacht, Überlegungen angestellt, wie sich ein solches zukünftiges Automobil auch militärisch nutzen lassen könnte. Im Juni 1934 wurde Ferdinand Porsche mit der Entwicklung eines solchen Volksautos beauftragt. 
Erst im Januar 1938 gab es durch das Heereswaffenamt konkrete Forderungen einer Entwicklung und deren Bedingungen an ein militärisches Fahrzeug; dies auf der Grundlage des bis dahin entwickelten KdF-Wagens. Das Heereswaffenamt stellte folgende Bedingungen an das Fahrzeug: Es sollte drei Soldaten mit Ausrüstung aufnehmen können, ein Gesamtgewicht von 950 kg (550 kg für das Fahrzeug und 400 kg für drei Mann mit Ausrüstung) nicht überschreiten und geländetauglich und nicht zu hoch sein. Darüber hinaus musste es in großen Stückzahlen produziert und zu geringen Kosten vom Zivil- zum Militärfahrzeug umgebaut werden können. Im November 1938 konnte dem Heereswaffenamt nach neun Monaten Entwicklungszeit ein Prototyp vorgestellt werden. Aus diesem Prototyp wurde bis 1940 der serienmäßige VW Typ 82 (Kübelwagen) entwickelt.

## Entwicklung des VW Typ 128 / 166

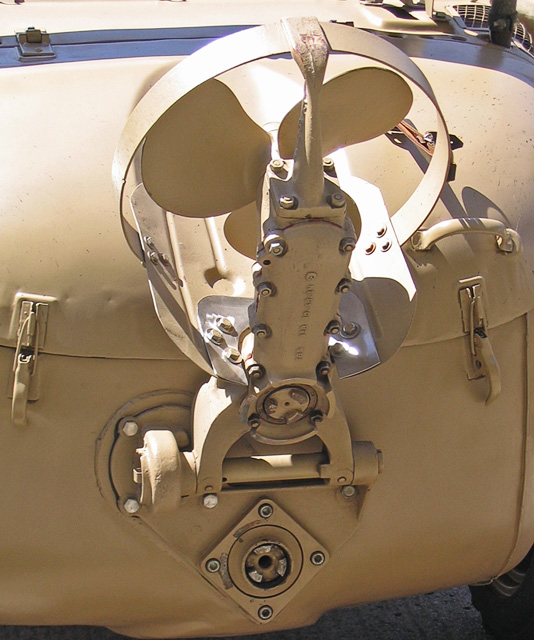
Dreiflügelige Schraube, abklappbar zur Klauenkupplung, am Heck

Aufgrund der Erfahrungen während des Feldzug gegen Polen verlangte Mitte 1940 das Oberkommando des Heeres einen schwimm- und geländefähigen Pkw für die motorisierten Infanterie-Einheiten. 
Ausgehend vom VW-Kübelwagen Typs 82 mit Heckantrieb wurde von der Porsche KG ein schwimmfähiger Prototyp mit dem Allradantrieb des Typs 87 („Kommandeurswagen“) entwickelt. Die wichtigsten Merkmale des neuen „Schwimmwagens“ Typ 128 waren eine wannenförmige Karosserie, eine herabschwenkbare dreiflügelige Schraube am Heck und ein modifizierter Boxermotor mit 1131 cm³ Hubraum (25 PS/18 kW), dessen Leistung explizit vom Heereswaffenamt für dieses Fahrzeug gefordert worden war. Die Heckschraube ermöglichte knapp die geforderte Geschwindigkeit von 10 km/h auf dem Wasser. Zusammen mit der Firma Drauz aus Heilbronn stellte das Entwicklungsbüro Porsche am 21. September 1940 einen ersten Prototyp fertig und erprobte diesen sofort auf dem Max-Eyth-See bei Stuttgart. 
Nach dem Beginn der ersten Serienfertigung des Typen 128 (150 Fahrzeuge) zeigten sich bei der Truppenerprobung doch noch einige Mängel.
Daraufhin begann das Büro von Porsche im April 1941 die Entwicklung des Typs 166. Der Radstand war auf exakt 2 Meter verkürzt (KdF-Wagen, Typ 128 und Typ 82: 2,4 Meter) und die Wanne war um 37,5 Zentimeter kürzer. Daraus ergab sich eine erhöhte Stabilität der Karosserie und eine verbesserte Geländegängigkeit. Im August 1941 war der erste Prototyp fertig und eine Vorserie von 125 Stück wurde bei der Porsche KG in Auftrag gegeben.

## Produktion
Nach der Abnahme durch das Heereswaffenamt am 29. Mai 1942 begann im Herbst 1942 die Serienproduktion im Volkswagenwerk bei Fallersleben. VW produzierte die Karosserien selbst, sie wurden nicht wie der Aufbau des Kübelwagens Typ 82 bei Ambi-Budd in Berlin hergestellt. Bei einem alliierten Luftangriff auf das VW-Werk am 5. August 1944 wurden die Fertigungseinrichtungen im Karosseriebau so stark zerstört, dass eine weitere Produktion nicht mehr in Frage kam. Daraufhin konnte aus vorhandenen Teilen nur noch eine reduzierte bzw. geringe Anzahl des VW Typs 166 produziert werden. Die Fertigung des Kübelwagens Typ 82 lief dagegen im VW-Werk bis zum 10. April 1945 weiter. Insgesamt wurden von 1942 bis 1944 im Volkswagenwerk 14.276 Schwimmwagen Typ 166 hergestellt.

## Einsatz

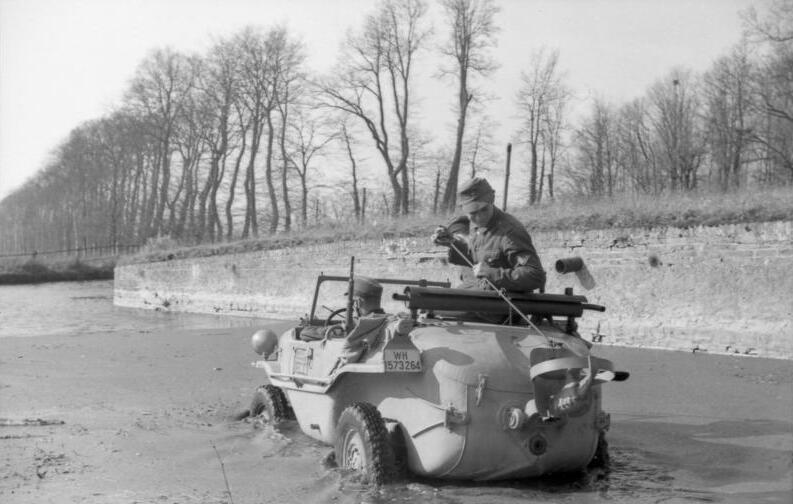
Schwimmwagen in Frankreich 1943

Die ersten Modelle des Typs 128 wurden 1940 an die Pioniereinheiten des Heeres ausgeliefert. Aufgrund eines Auftrags des SS-Führungshauptamtes im Jahre 1941 sollte der Nachfolger des Typs 128, der neue Typ 166, die bis dahin benutzten Beiwagengespanne von BMW (BMW R75) und Zündapp (KS 750) in den Kradschützenbataillonen der Waffen-SS-Divisionen ersetzen. Der neue Schwimmwagen konnte mehrere Soldaten, deren Ausrüstung sowie Waffen und Munition transportieren. Zusätzlich war er unter erschwerten Bedingungen im Gelände besser tauglich als die Beiwagengespanne, kostete aber nur rund die Hälfte. Insgesamt wurde allerdings nur eine geringe Anzahl der Typen 166 und 128 an die Heeres- und SS-Verbände ausgeliefert. Zum Einsatz kamen beide Typen an fast allen Fronten des Zweiten Weltkrieges. Seine Schwimmfähigkeit wurde eher selten genutzt – Seine eigentliche Stärke war die Geländegängigkeit durch den hoch übersetzten Geländegang in Verbindung mit dem Allradantrieb, dem selbsthemmenden ZF-Sperrdifferential und der Bodenfreiheit von 260 mm.

## Technische Daten

### Motor
| Typ | Antrieb                                   | Hubraum  | Leistung                             | Vergaser                                                                                                 | Kühlung                               | Ventile | Batterie                                |
| 128 | 4-Zylinder-4-Takt Boxermotor mit Ölkühler | 1131 cm³ | 24,5 PS bei 3000/min (max. 3300/min) | Fallstromvergaser Solex 26 VFJ Fallstromvergaser Solex 26 VFJ Geländevergaser 26VFJⅡ (Sonderausstattung) | luftgekühlt mit Ölkühler im Luftstrom | hängend | 6 V / 75 Ah (Einbau unter dem Rücksitz) |
| 166 | 4-Zylinder-4-Takt Boxermotor mit Ölkühler | 1131 cm³ | 24,5 PS bei 3000/min (max. 3300/min) | Fallstromvergaser Solex 26 VFJ Fallstromvergaser Solex 26 VFJ Geländevergaser 26VFJⅡ (Sonderausstattung) | luftgekühlt mit Ölkühler im Luftstrom | hängend | 6 V / 75 Ah (Einbau unter dem Rücksitz) |

### Getriebe / Kraftübertragung
| Typ | Übersetzung                                                                                             | Kraftübertragung |
| 128 | I. Gang 1:3,60 II. Gang 1:2,07 III. Gang 1:1,25 IV. Gang 1:0,80 Rückwärtsgang 1:6,60 Geländegang 1:5,86 | Einscheiben-Trockenkupplung Motor hinter, Getriebe vor der Hinterachse, vier Gänge, Stockschaltung in der Wagenmitte, ein Geländegang mit Allrad-Antrieb (4×4) und separatem Schalthebel dreiflügelige Schiffsschraube für Wasserfahrten |
| 166 | I. Gang 1:3,60 II. Gang 1:2,07 III. Gang 1:1,25 IV. Gang 1:0,80 Rückwärtsgang 1:6,60 Geländegang 1:5,86 | Einscheiben-Trockenkupplung Motor hinter, Getriebe vor der Hinterachse, vier Gänge, Stockschaltung in der Wagenmitte, ein Geländegang mit Allrad-Antrieb (4×4) und separatem Schalthebel dreiflügelige Schiffsschraube für Wasserfahrten |

### Fahrgestell
| Typ | Fahrgestell |
| 128 | wasserdichte Stahlblechwanne, bei 128 mit Zentralrohrrahmen, bei 166 selbsttragend mit Doppellängsträger, und zusätzlichen Längs- und Querversteifungen |
| 166 | wasserdichte Stahlblechwanne, bei 128 mit Zentralrohrrahmen, bei 166 selbsttragend mit Doppellängsträger, und zusätzlichen Längs- und Querversteifungen |

### Fahrwerk
| Typ | Fahrwerk |
| 128 | Vorderachse: Kurbellenkerachse, parallel schwingende Doppelkurbeln, mit zwei querliegenden Torsionsstabfedern, Hinterachse: Pendelachse mit Schubstreben und zwei querliegenden Torsionsstabfedern, hydraulische Öldruckstoßdämpfer, vorne einfach, hinten doppelt wirkend, mechanische Seilzug-Zweibackenbremse, auf alle vier Räder wirkend |
| 166 | Vorderachse: Kurbellenkerachse, parallel schwingende Doppelkurbeln, mit zwei querliegenden Torsionsstabfedern, Hinterachse: Pendelachse mit Schubstreben und zwei querliegenden Torsionsstabfedern, hydraulische Öldruckstoßdämpfer, vorne einfach, hinten doppelt wirkend, mechanische Seilzug-Zweibackenbremse, auf alle vier Räder wirkend |

### Weitere Details
| Typ | Maße                  | Bereifung                                  | Watfähigkeit | Freibord | Tiefgang | Wendekreis                  | Leergewicht |
| 128 | 4200 × 1620 × 1720 mm | 5,25-16 Gelände                            | schwimmfähig | 480 mm   | 690 mm   | Straße 11,5 m Wasser 18,5 m | 900 kg      |
| 166 | 3825 × 1480 × 1615 mm | 5,25-16 Gelände 200-16 od. 200-12 (Tropen) | schwimmfähig | 350 mm   | 770 mm   | Straße 10 m Wasser 16 m     | 910 kg      |

| Typ | zul. Gesamtgew. | Zuladung | Höchstgeschw.                | Verbrauch                                             | Kraftstoff       | Fahrbereich   |
| 128 | 1350 kg         | 450 kg   | Straße 80 km/h Wasser 7 km/h | Straße 9,5 l/100 km Wasser 7 l/h (theor. 70 l/100 km) | 42 l (vorne)     | Straße 440 km |
| 166 | 1345 kg         | 435 kg   | Straße 80 km/h Wasser 7 km/h | Straße 9,5 l/100 km Wasser 7 l/h (theor. 70 l/100 km) | 2 × 25 l (vorne) | Straße 520 km |

## Stammbaum
Entwicklungsnummer / Typenliste
| V1, V2, V3 |  | Prototyp |
| Typ W30    |  | |
| Typ W38    |  | |
| Typ 60     |  | dt. Volkswagen Limousine Cabrio-Limousine offenes Cabrio offener Lieferwagen |
| Typ 12     |  | 3 Volkswagen-Prototypen, gebaut von Zündapp 1931/32 |
| Typ 61     |  | Verkleinerungsstudie |
| Typ 62     |  | Volkswagen für Geländezwecke (Prototyp), 18-Zoll-Räder |
| Typ 64     |  | Berlin-Rom-Wagen (Sportwagen mit Stromlinienkarosserie) |
| Typ 65     |  | Zusatzeinrichtung für Fahrschulen |
| Typ 66     |  | Typ 60 als Rechtslenker |
| Typ 67     |  | Typ 60 als Invalidenfahrzeug |
| Typ 68     |  | Typ 60 als Lieferwagen (Modell A) |
| Typ 81     |  | Kastenwagen |
| Typ 82     |  | Volkswagen für Geländezwecke (Serienausführung) 0 viersitzig 1 dreisitzig 2 Sirenenwagen 3 Panzerattrappe für Ausbildungszwecke 4 – 5 Pritschenwagen mit Limousinenaufbau 6 Kastenwagen mit Limousinenaufbau (Tropenwagen) 7 dreisitziger Kommandeuraufbau 8 offener Aufbau (Holzausführung) E Geländekäfer (Kübelwagenfahrgestell mit Limousinenaufbau) |
| Typ 83     |  | Automatikgetriebe System Kreis für VW Typ 60 (Versuch) |
| Typ 84     |  | Getriebe System Hering/Zwillingsschaltung für VW Typ 60 (Versuch) |
| Typ 85     |  | VW mit Allrad (Versuch) |
| Typ 86     |  | Kübelwagen mit Allradantrieb. Fahrgestell Typ 60, ohne Vorgelege an der Hinterachse (Versuch), 18-Zoll-Räder |
| Typ 87     |  | Fahrgestell mit Allradantrieb, mit Vorgelege 0 viersitzige Kübelwagenkarosserie 1 dreisitzige Kübelwagenkarosserie 7 Limousinenkarosserie (Kommandeurwagen) |
| Typ 88     |  | Lieferwagen (Modell B) |
| Typ 89     |  | automatisches Versuchsgetriebe, System Beier BBS |
| Typ 90     |  | Anhänger mit VW-Drehstabachse |
| Typ 92     |  | Fahrgestell von Typ 82 mit Limousinenaufbau (Käfer) SS mit Bewaffnung ohne Allradantrieb LO-Pritschenwagen offenes KdF-Cabrio |
| Typ 98     |  | Cabrio-Limousine mit Allradantrieb |
| Typ 99     |  | Anhängerstudie für VW |
| Typ 100    |  | Zugmaschine auf verkürzter Limousinenkarosserie |
| Typ 106    |  | Versuchsgetriebe |
| Typ 107    |  | Abgasturbine |
| Typ 110    |  | Kleinschlepper (Modell A) mit Führersitz-Anordnung |
| Typ 115    |  | Kompressormotor |
| Typ 116    |  | Rennwagen-Prototyp auf VW-Basis |
| Typ 120    |  | Stationärer Motor für Reichsluftfahrtministerium |
| Typ 121    |  | Stationärer Motor mit Magnetzünder für Heereswaffenamt |
| Typ 122    |  | Stationärer Motor mit Batteriezünder für Reichspost |
| Typ 123    |  | Stationärer Motor auf Anhänger für Heereswaffenamt |
| Typ 124    |  | VW Typ 82 mit Schienenlaufrädern (Versuch) |
| Typ 126    |  | mit vollsynchronisiertem Getriebe mit Lenkradschaltung |
| Typ 127    |  | Schiebermotor (Versuch) |
| Typ 128    |  | Schwimmwagen (Ausführung A) Serie |
| Typ 129    |  | Schwimmwagen (Sondertyp), hochseetüchtig |
| Typ 133    |  | selbstsaugender Vergaser für VW |
| Typ 138    |  | Schwimmwagen (Ausführung B) |
| Typ 139    |  | Schwimmwagen wie Typ 138, jedoch ohne Mittelrahmen |
| Typ 141    |  | Hilfsmotor 2-Zyl. (1/2 VW-Motor) für Typ-175-Ostradschlepper |
| Typ 151    |  | Getriebe für VW, System Plus (Versuch) |
| Typ 152    |  | Getriebe für VW, System Stieber (Versuch) |
| Typ 155    |  | Typ 82 mit Schneekettenlaufeinrichtung |
| Typ 156    |  | Schienenlaufeinrichtung für Schwimmwagen |
| Typ 157    |  | Schienenlaufeinrichtung für Typ 82 und 87 |
| Typ 160    |  | Limousinen mit selbsttragender Karosserie |
| Typ 162    |  | Geländewagen mit selbsttragender Karosserie |
| Typ 164    |  | 6-rädriger Geländewagen mit zwei Motoren |
| Typ 166    |  | Schwimmwagen (Ausführung C) |
| Typ 170    |  | VW-Motor für Sturmboote I |
| Typ 171    |  | VW-Motor für Sturmboote II |
| Typ 177    |  | Geländewagen mit 5-Gang-Getriebe A |
| Typ 178    |  | Geländewagen mit 5-Gang-Getriebe B |
| Typ 179    |  | Motor mit Benzineinspritzung |
| Typ 182    |  | Geländewagen mit Einheitsaufbau (2-Rad-Antrieb) |
| Typ 187    |  | Geländewagen mit Einheitsaufbau (4-Rad-Antrieb) |
| Typ 188    |  | Schwimmwagen (Modell D) |
| Typ 197    |  | Anwerfgetriebe I |
| Typ 198    |  | Anwerfgetriebe II |
| Typ 225    |  | Elektrogetriebe für VW System BBC (Versuch) |
| Typ 227    |  | Teilezusammenstellung für Allrad-VW |
| Typ 230    |  | VW mit Generator-Antrieb |
| Typ 231    |  | VW mit Acetylen-Antrieb |
| Typ 235    |  | VW mit elektrischem Antrieb |
| Typ 236    |  | Herdeinsatz für Generator für VW |
| Typ 237    |  | VW-Motor für Fliegerhorst Göttingen |
| Typ 238    |  | VW-Motor für Seilzuggerät |
| Typ 239    |  | VW mit Holzkohle-Antrieb |
| Typ 240    |  | mit Flaschengas-Antrieb |
| Typ 247    |  | VW-Flugmotor mit Gebläse für Horten-Nurflügler |
| Typ 252    |  | VW-Getriebe System PIV (Versuch) |
| Typ 274    |  | Federkraftanlasser für VW |
| Typ 276    |  | Typ 82 mit Protzhaken |
| Typ 278    |  | Synchrongetriebe |
| Typ 280    |  | VW Projekt M (Versuch) |
| Typ 283    |  | Typ 82 mit Generatorantrieb |
| Typ 287    |  | 1945 aus Resten gebauter extrem geländegängiger Allradkäfer mit Frontrolle und Ballonreifen |
| Typ 296    |  | Zwischengetriebe für VW-Motor |
| Typ 298    |  | Radioeinbau für VW (Volksempfänger) |
| Typ 307    |  | Schwerstoffvergaser |
| Typ 309    |  | 2-Takt-Dieselmotor mit Umkehrspülung |
| Typ 310    |  | Dieselmotor für VW |
| Typ 315    |  | Seilzuggerät für Wintersport mit VW-Motor |
| Typ 330    |  | VW mit Holzkohle-Gemisch-Anlage |
| Typ 331    |  | VW mit „Heimischer-Brennstoff“-Anlage |
| Typ 332    |  | VW mit Anthrazit-Kohle-Anlage |
| Typ 355    |  | Lieferwagen „VW-Bulli“ (Modell C) |
| Typ 356    |  | zweisitziger Sportwagen |